# Amylofungus
Amylofungus là một chi nấm thuộc họ Stereaceae.